# 기다리는 빛
《기다리는 빛》은 한국방송공사 1TV 특집드라마이다.

## 제작진
- 극본 : 박경희
- 연출 : 선우완

## 출연진
- 김성겸
- 김을동
- 노영국
- 양영준
- 엄유신
- 이덕희
- 정진
- 하희라